# Sujin
Cesarz Sujin (jap. 崇神天皇 Sujin tennō) – 10. cesarz Japonii, według tradycyjnego porządku dziedziczenia.
Sujin panował w latach 97 p.n.e. – 30 p.n.e.
Mauzoleum cesarza Sujina znajduje się w Tenri w prefekturze Nara. Nazywa się ono Yamanobe no michi no Magari no oka no e no misasagi.